# Скапильятура
Скапильятура (итал. Scapigliatura, то есть «содружество растрёпанных») — литературное и художественное движение, зародившееся в Милане 1860-х годов. В 1880-е годы распространилось по всей Италии, став национальным проявлением декадентства.

## Принципы
Scapigliatura — вольный перевод французского la bohème («богема, цыганщина»). Термин восходит к названию опубликованного в 1862 году романа Клето Арриги «Скапильятура и 6 февраля». Участники движения противопоставляли своё творчество, с одной стороны, консерватизму официальной культуры, проникнутой католическим традиционализмом, с другой — итальянскому романтизму, который они считали эпигонским, провинциальным и напыщенным. При этом образцом для них выступали европейские и американские романтики (Гофман и Гейне в Германии, Теофиль Готье и Жерар де Нерваль во Франции, Эдгар По в США), но прежде всего — Бодлер. Движение зародилось в Милане и распространилось на другие провинции Италии, охватив живопись и музыку. Подобно декадентам в других странах, участник движения отличались, кроме прочего, вызывающим публичным поведением, демонстративно нарушали нормы бытовой морали, употребляли алкоголь и наркотики.
Скапильятура стала реакцией группы творческих людей на ситуацию, сложившуюся в Италии того времени и характеризующуюся всеобщей разочарованностью, душевной опустошенностью, вызванными крушением идеалов Рисорджименто. Само название движения — от итальянского «scapigliato» («растрёпанный») — означало «растрёпанность» чувств, обманутость ожиданий. Среди его участников были художники, скульпторы, писатели, составившие оппозицию салонному буржуазному искусству и искавшие новые принципы изобразительного языка. Их объединяло желание отойти от тематики Рисорджименто и обратиться к сюжетам из повседневной жизни, к портрету, пейзажу. Художниками-участниками скапильятуры владел дух бунтарства не только в выборе темы, но и в вопросах техники: они, опираясь на традиции северной Италии, обращались к технике динамичного мазка-пятна, экспрессивной лепке, подчеркивающей текучее и живописное распределение светотени, преодолевали приёмы академической выписанности с помощью энергичных точечных мазков, тем самым стремясь найти эффектные цветовые сочетания.
Последовательной эстетической программы у представителей движения не было. В одних и тех же произведениях зачастую сочетались романтическое тяготение к фантастике и бытописательство в духе натурализма.

## Представители

### Писатели и поэты
- Клетто Арриги
- Арриго Бойто
- Камилло Бойто, писатель и архитектор
- Карло Досси
- Витторио Имбриани
- Джованни Камерана
- Эмилио Прага
- Марио Раписарди
- Иджинио Уго Таркетти
- Фердинандо Фонтана

### Живописцы и скульпторы
- Франческо Филиппини, живописец
- Веспазьяно Биньями, живописец и рисовальщик-карикатурист
- Мозе Бьянки, живописец
- Джузеппе Гранди, скульптор
- Даниэле Ранцони, живописец
- Транквилло Кремона, живописец

Наиболее ярким примером новых художественных поисков служат работы живописцев Даниэле Ранцони и Транквилло Кремоны.
Основатель течения скапильятуры Транквилло Кремона обладал прекрасным чувством цвета. Характерными чертами его картин являются поиски мягких и воздушных эффектов в светотени в живописи, достигаемые приёмом смягчения контуров. Хотя Кремона демонстрировал свою нетерпимость к «моде» на символизм, его картины, на которых незаконченные, растушеванные фигуры не всегда были узнаваемы (что было вызвано стремлением к импрессионистической передачи «растворения» объекта изображения в окружающей среде), оказали впоследствии ощутимое влияние на творчество скульптора Медардо Россо и сказались на раннем творчестве футуриста Умберто Боччони — одного из наиболее ярких представителей футуризма.
Ярким представителем ломбардской скапильятуры является Даниеле Ранцони. Этот художник особенно интересовался передачей формы сквозь эффекты мерцающего света и мягкой тени, создавая тем самым некую эфемерность, благодаря чему его работы отличаются меланхолическим настроением.

### Композиторы
- Арриго Бойто
- Альфредо Каталани
- Амилькаре Понкьелли
- Франко Фаччо

В кругу Скапильятуры начинал свой путь Джакомо Пуччини. Большое влияние на музыкальную культуру Италии оказали либретто Арриго Бойто, написанные им для опер Понкьелли, Каталани, Верди.

## Значение
Отстаивая идеи искренности и правды, участники движения проложили дорогу веризму в литературе и музыке Италии. Вместе с тем, Скапильятура стала рассматриваться в XX веке как авангардное течение, задавшее образцы для позднейшего декаданса, футуризма, поэзии сумеречников. Творчество участников Скапильятуры повлияло на Луиджи Пиранделло и Дино Буццати. Произведения Бойто и Таркетти экранизировали Лукино Висконти, Тинто Брасс, Этторе Скола.
Что касается живописи, то (помимо значимых технических нововведений) скапильятура провозгласила неподчинение литературным авторитетам и стимулировала стремление к свободе творчества, что можно расценить как предвестие футуризма, также стремившегося к свободе выражения и отходу от стандартов и академизма. Новаторская концепция цветопередачи сыграла немалую роль в сложении техники дивизионизма (от division — разделение) — самого, пожалуй, радикального явления в ломбардском искусстве второй половины XIX века, оказавшего непосредственное влияние на сложение изобразительных приемов футуристов.